# Carl Gustaf Malmström
Carl Gustaf Malmström, född 2 november 1822 i Tysslinge, död 12 september 1912 i Djursholm, Danderyd, var en svensk historiker, professor vid Uppsala universitet 1877–1882, ecklesiastikminister 1878–1880, riksarkivarie 1882–1887 och ledamot av Svenska Akademien från 1878. Han var ledamot av Kungliga Vetenskapsakademien, invald 14 nov 1877.
Bror till Bernhard Elis Malmström.